# Reichsregentschaft 1849

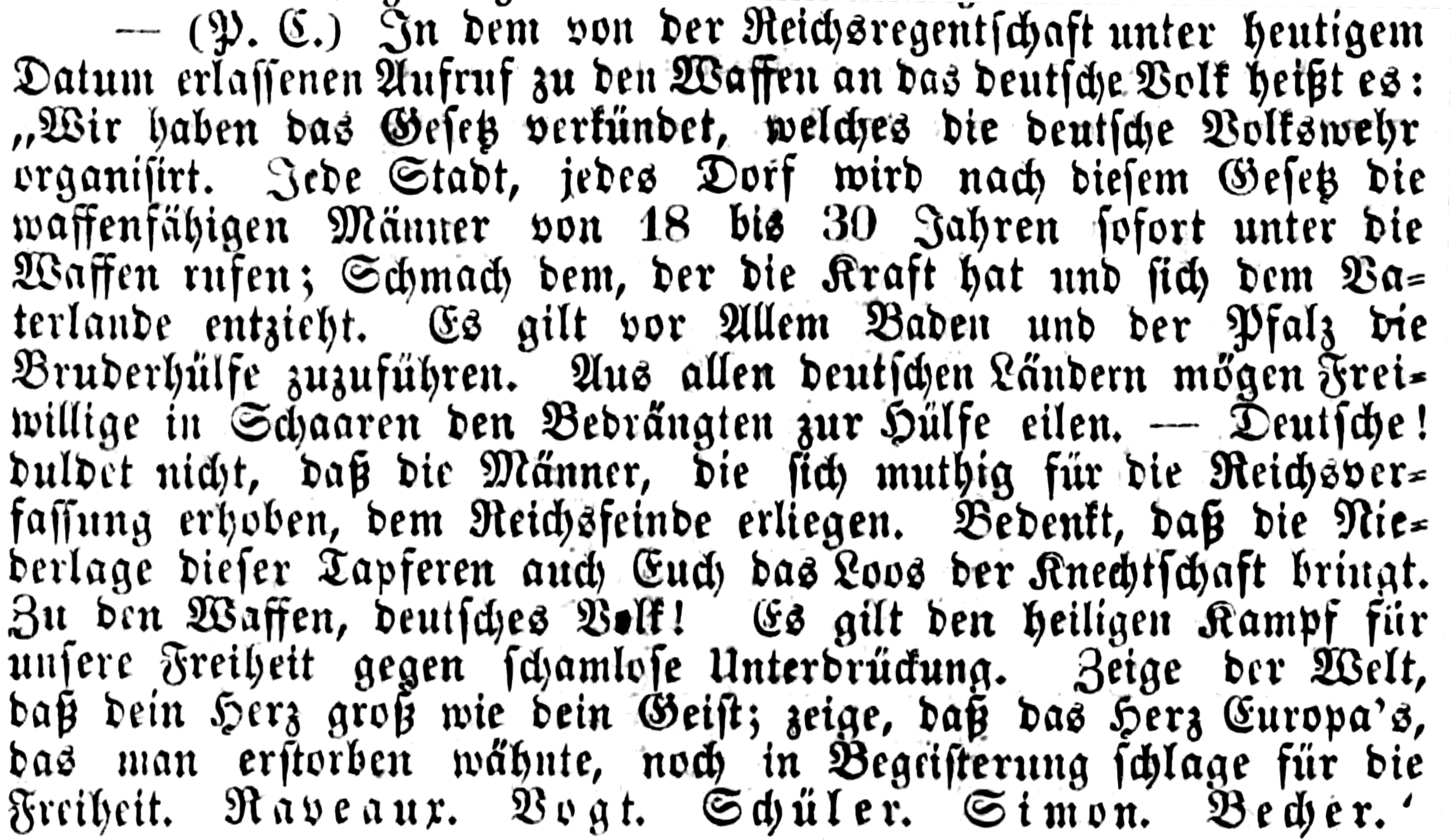
Aufruf der Reichsregentschaft vom 18 (?) Juni 1849

Die Reichsregentschaft im Jahre 1849 war ein revolutionäres Organ Deutschlands, das vom Rumpfparlament eingesetzt worden war. Das Rumpfparlament bestand aus denjenigen Abgeordneten der Frankfurter Nationalversammlung, die Ende Mai 1849 den Umzug nach Stuttgart beschlossen hatten.
Die Reichsregentschaft wollte zugleich Reichsoberhaupt und Reichsregierung sein und erklärte den Reichsverweser für abgesetzt. Allerdings ignorierte der Reichsverweser die Absetzung, ebenso wie die württembergischen Truppen sich der Reichsregentschaft nicht unterstellten. Die Reichsregentschaft selbst amtierte nur vom 6. bis zum 18. Juni 1849, die Mitglieder mussten wie die übrigen Abgeordneten aus Württemberg fliehen.

## Vorgeschichte

Institutionen im revolutionären Deutschland, Juni und Juli 1849

Im April und Mai 1849 war die Frankfurter Nationalversammlung in eine schwere Krise geraten, nachdem der preußische König die Kaiserkrone und Reichsverfassung abgelehnt hatte. Reichsverweser Erzherzog Johann weigerte sich, sich für die Verfassung einzusetzen. Ein Dreißigerausschuss sollte Vorschläge über das weitere Vorgehen machen. Der Bericht vom 18. Mai sah eine Reichsregentschaft vor, bestehend aus fünf Mitgliedern der Nationalversammlung. Eine Ausschussminderheit hingegen wollte möglichst unter den regierenden Fürsten einen Reichsstatthalter wählen. Eine Mehrheit der Nationalversammlung wünschte sich einen Reichsstatthalter (126 zu 116 Stimmen). Weil feindliche Truppen im Anmarsch waren, verließen etwa hundert Abgeordnete Frankfurt, um ihre Tätigkeit in Stuttgart fortzusetzen.

## Einsetzung und Bemühungen

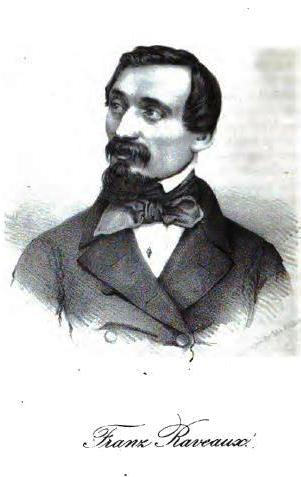
Franz Raveaux, Mitglied der Reichsregentschaft

Das Rumpfparlament in Stuttgart setzte am 6. Juni 1849 eine provisorische Reichsregentschaft ein und wählte deren fünf Mitglieder: Franz Raveaux, Heinrich Simon (beide von der Fraktion linksliberalen Westendhall), Carl Vogt, Friedrich Schüler (beide von der linken Fraktion Deutscher Hof) und August Becher. Sie sollten sowohl Reichsoberhaupt als auch Reichsregierung sein. Am 16. Juni erklärte das Rumpfparlament die weitere Amtsführung von Erzherzog Johann für gesetzwidrig. Rumpfparlament und Reichsregentschaft hatten allerdings nicht die Macht, sich durchzusetzen. Abgesehen von der umstrittenen Beschlussfähigkeit des Rumpfparlamentes konnte es auch nicht durch Beschluss den Reichsverweser absetzen, sondern hätte dazu das entsprechende Gesetz vom 28. Juni 1848 ändern oder aufheben müssen.
Das deutsche Reichsministerium Wittgenstein nannte in einer Note vom 9. Juni 1849, gerichtet an die Württembergische Regierung, die Reichsregentschaft illegal. Wittgenstein drohte ebenso mit einem militärischen Eingreifen wie Preußen. Vergeblich bemühte die Reichsregentschaft, sich den württembergischen Reichsgeneral zu unterstellen, und als sie der württembergischen Regierung Anweisungen machen wollte, eskalierte der schwelende Konflikt mit ihr. Am 17. Juni verbot die Regierung der Reichsregentschaft jegliche Tätigkeit in Württemberg. Bereits am 18. Juni lösten württembergische Truppen das Rumpfparlament auf, die Mitglieder flohen. Die Reichsregentschaft begab sich zunächst nach Baden-Baden und von dort nach Freiburg.

## Belege
1. ↑  Manfred Botzenhart: Deutscher Parlamentarismus in der Revolutionszeit 1848–1850. Droste Verlag, Düsseldorf 1977, S. 702/703.
2. ↑  Ernst Rudolf Huber: Deutsche Verfassungsgeschichte seit 1789. Band II: Der Kampf um Einheit und Freiheit 1830 bis 1850. 3. Auflage, Verlag W. Kohlhammer, Stuttgart [u. a.] 1988, S. 878/879.
3. ↑  Ernst Rudolf Huber: Deutsche Verfassungsgeschichte seit 1789. Band II: Der Kampf um Einheit und Freiheit 1830 bis 1850. 3. Auflage, Verlag W. Kohlhammer, Stuttgart [u. a.] 1988, S. 880–882.